# Carabina de pressão

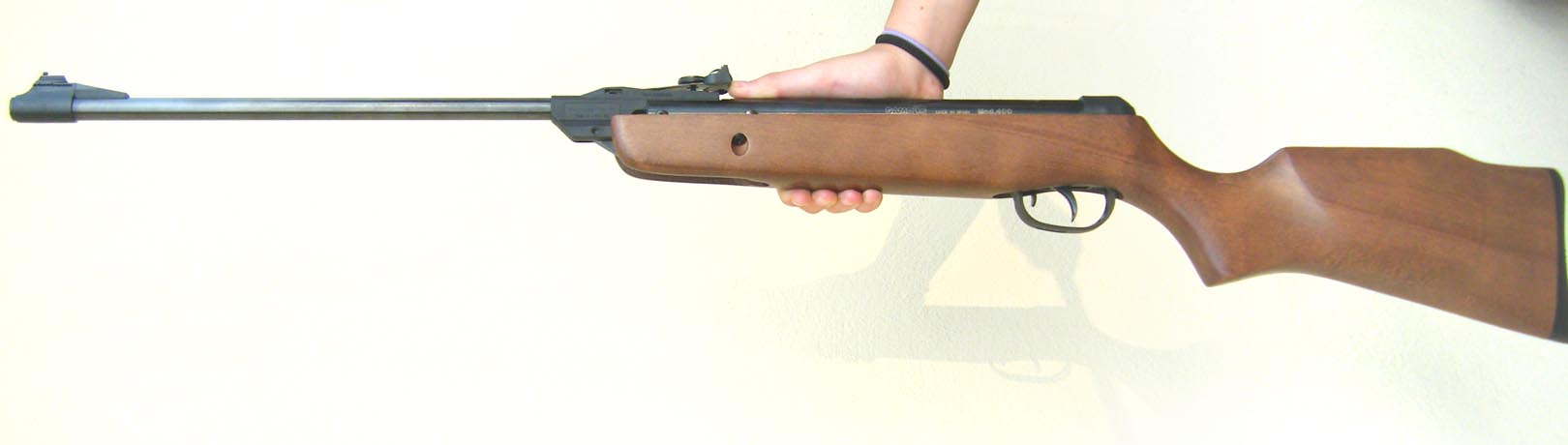
Uma espingardinha de pressão básica

Esquema do funcionamento de uma arma de ar-comprimido tipo Airsoft com funcionamento à motor elétrico (AEG).

Carabina de pressão - conhecida no Brasil como espingarda de pressão, é o termo utilizado para denominar armas que não usam cartuchos explosivos, e que apenas são alimentadas pelo projétil - de chumbo, na maioria das vezes - que é impulsionado pela pressão do ar comprimido gerada por uma mola, por um pistão a gás, por um reservatório interno de ar comprimido ou CO2. Essas armas geralmente são capazes de dar apenas um tiro a cada recarga.
Devido à grande restrição legal para aquisição e porte de armas de fogo no Brasil, o comércio de armas de pressão vem aumentando muito, incluindo um reavivamento da indústria nacional, que voltou a produzir tal classe de armamento (como CBC, Rossi, Urko, etc). Hoje já existem no país muitos campeonatos regionais e nacionais, inclusive de modalidades que se aproximam do Field Target.
Apesar de serem utilizadas para fins desportivos (Tiro ao Alvo, caça de animais), as armas de pressão possuem força suficiente para ferir uma pessoa,que podem ser até fatais,dependendo do local atingido,por isso as airguns não devem ser tratados como brinquedos, pelo seu alto poder de impacto.

## Finalidades
Também conhecidas como espingardas(espingardinha) de chumbo,as carabinas de pressão têm um calibre reduzido (geralmente o calibre 4.5mm (0,177 polegadas) ou 5.5mm (0,216 polegadas)) e uma força de impacto menor às armas de fogo. Suas mais expressivas aplicações são no tiro desportivo e na caça a animais pequenos, como lebres, coelhos e pássaros. No entanto existem no mercado carabinas de pressão de calibres maiores podendo chegar ao .50 e similares,onde a massa de tais projéteis chegam a 225 grãos (Grains - 1 grain = 0,06 gramas), enquanto a massa de um projétil em calibre .177 dificilmente passa de 10 grãos.
Como modalidade esportiva as carabinas de pressão têm sido utilizadas de diversas maneiras. Dentre suas diversas modalidades reconhecidas pela CBTE destacam-se o Papel 10m, onde o atirador deve posicionar-se em pé a 10 metros distante de um alvo de 14x14cm utilizado oficialmente nas provas de Pistola de ar 10m. Essa modalidade nada mais é do que a adaptação da modalidade olímpica de Carabina 10m, porém com o alvo de Pistola 10m e restrições para tipo de arma, calibre, posição e acessórios. O ganhador nessa modalidade é aquele que somar mais pontos. Outra modalidade esportiva no tiro com armas de pressão é o chamado Field Target, o qual simula uma caçada. Utiliza-se alvos fixos que simulam animais pequenos em escalas, feitos em aço, com um circulo no centro também de aço que ao ser atingido proporciona a queda do alvo. Pode-se utilizar anéis de diferentes diâmetros para modificar a dificuldade do tiro, tais anéis limitam a passagem do projétil até o circulo que derruba o alvo.

## Modalidades

### Papel 10m
Modalidade quase que exclusiva dos praticantes de tiro brasileiros, por se tratar de uma adaptação de duas modalidades olímpicas, porém com equipamento de fácil acesso a todos. O intuito da modalidade é agregar novas pessoas ao esporte e abrir portas para atiradores amadores virem a investir posteriormente na modalidade olímpica da qual o Papel 10m surgiu. Consiste em utilizar o alvo oficial de Pistola 10m (modalidade olímpica), seguindo regras básicas da modalidade de Carabina 10m, com algumas alterações segundo a CBTE, para que o Papel 10m ficasse acessível aos atiradores iniciantes ou jovens e em que não se fosse preciso investir em armas olímpicas as quais possuem alto valor comercial devido à engenhosidade das mesmas. Ao iniciar nesta modalidade o atirador deve posicionar-se 10 metros distante do alvo, munido de uma carabina de pressão da categoria springer e projéteis em calibre .177 (4.5 mm). São efetuados 30 disparos, sendo 5 disparos por alvo e cada alvo tendo uma pontuação máxima possível de 50 pontos, totalizando assim 300 pontos possíveis.

### Silhueta metálica
Prova de tiro que consiste em acertar alvos metálicos em formatos padronizados de 4 animais (galinha, porco, peru e carneiro), também se trata de uma modalidade adaptada para as carabinas de pressão, que teve como molde o Small Bore, que segue os mesmos princípios e regras, mudando apenas o armamento utilizado, visto que na prática de Small Bore são utilizadas armas de fogo circular, como o calibre .22LR. Com o objetivo de incentivar o esporte do tiro e agradar os gostos daqueles que preferem ver um alvo cair a furar alvos de papel, a Silhueta é hoje uma modalidade abrangente e praticada por muitos. Os alvos ficam dispostos em distancias diferentes de acordo com o animal que a silhueta representa e as distancias são padronizadas pela CBTE para facilitar a prática e esclarecimento das regras em diferentes regiões do Brasil. As distancias assim como o tamanho dos alvos variam de acordo com a escala que foram feitos os animais, existe a escala real, em que os alvos possuem tamanhos próximos aos reais, no entanto as carabinas de pressão não são capazes, com suas relações de massa do projétil x velocidade do projétil (energia transferida ao alvo), de derrubar silhuetas em escalas reais, portanto há provas em que os animai representam 1/10 da escala real, tanto em tamanho dos bichos como em distancia do atirador, e a escala 1/5 da real.

### Field Target
Modalidade que preza pela simulação de uma caçada, normalmente praticada ao ar livre em territórios delimitados e previamente analisados quanto a segurança, podendo também ser praticada em clubes de tiro ou campo aberto, seguindo as normas de segurança necessárias. Os alvos dessa modalidade são feitos em 3 partes de aço, sendo elas uma base para que o alvo possa ser colocado e fixado em superfícies, a estrutura frontal do alvo é uma placa de aço recortada no formato desejado, normalmente seguindo desenhos de pássaros, esquilos e outros animais, com uma abertura no centro para a passagem da munição, que é o alvo em si. Ao passar por esse centro, o projétil atinge um circulo de aço, apoiado por uma haste, derrubando o conjunto e sendo assim considerado um acerto limpo na modalidade.
As armas com as quais se pode competir na modalidade são da categoria springer e PCP's, dependendo do calibre da mesma - devido à transferência de energia do projétil para com o alvo, com o intuito de evitar danos aos alvos do clube.

## A munição
As carabinas de pressão utilizam como munição um pequeno projétil popularmente conhecido como chumbinho. Existem várias fabricas de chumbinhos e vários modelos como, cabeça redonda ("domed"), cabeça oca ("hollow-point"), cabeça pontiaguda ("pointed") e cabeça chata ("match")que é o mais usado em competições por ser o mais preciso em curtas distâncias. O chumbinho é introduzido na culatra do cano, cujo tamanho varia de acordo com o modelo e a fabricante. A maioria dos fabricantes de carabinas de pressão fabricam ou comercializam chumbo com suas marcas, entre os mais conhecidos tem-se: Crossman, Beeman, RWS, JSB, Gamo, Norica, H&N, etc.
As armas de pressão tem uma peculiaridade em relação à munição: cada arma atira "melhor" (com mais precisão) com certo tipo de chumbinho. Esta variação é de arma para arma, independente de marca. Portanto, é preciso sempre testar a arma com diferentes marcas, tipo e peso de chumbinho.

## A mira

### Miras abertas
Também conhecido como alça (a parte mais próxima do olho) e massa (a parte mais próxima da boca do cano) de mira.
A maioria das carabinas de pressão possui uma mira regulável e que deve ser calibrada antes do uso. O tipo de mira varia de acordo com a arma. A parte regulável consiste em uma placa de metal ou polímero, que desliza sobre uma rosca e um trilho, e que se alinha com a alça que se encontra no fim do cano. Muitas das miras abertas são feitas com insert colorido, podendo ser de material plástico, ou de fibra óptica, sendo a alça de mira com 2 fibras, e a massa com apenas uma. Para mirar basta coincidi-las.

### Miras fechadas
São as lunetas de mira, ou simplesmente lunetas.
São aparelhos ópticos de visão, compostos por um tubo de metal com lentes nas extremidades, normalmente aumentando a imagem visada (zoom) e diminuindo o campo de visão. As são dotada de um retículo central, cujo modelo pode variar de um simples ponto vermelho a desenhos que ajudam a calcular a distância do alvo, para uma melhor correção de trajetória.

### Colimadores a laser
É uma espécie de ponteira que se coloca dentro do cano, e ela projeta um raio laser que marca o ponto de impacto da arma em linha reta, devendo o atirador regular a alça de mira aquele ponto. Mas é necessário considerar o Ponto de Impacto e o Ponto de Visada. Este último é coincidente com a linha de centro do cano e alinhado com a mira ótica. O Ponto de Impacto é diferente pois o projétil segue uma parábola, devido à gravidade. Deve-se compensar estas diferentes trajetórias para regular a luneta ou outro dispositivo.

## O desenho
Como são armas desenvolvidas para o lazer, as carabinas não são desenhadas para proporcionar o máximo de leveza ou durabilidade, embora elas possam ter uma vida útil de mais de 30 anos, com os cuidados corretos. São geralmente feitas de aço e madeira, e utilizando-se bastante de peças usinadas. As coronhas, de madeira, são feitas ainda artesanalmente, sendo que o mecanismo de aço se encaixa sobre ela, sendo afixado por parafusos. Seu preço baixo se deve à sua simplicidade (em geral, as carabinas de caça não têm mais que 35 peças) e pouca necessidade de manutenção (basta uma lubrificação interna e uma revisão das peças do mecanismo interno de tempos em tempos). Seu design ergonômico facilita a operação, o que torna-as armas adoradas por seus usuários. Entretanto, elas não têm condições de agir em combate aberto, já que são relativamente mais pesadas e necessitam de recarga após cada tiro.
Os principais fabricantes no Brasil são a Rossi e a CBC. Recentemente a Rossi optou por importar produtos mais modernos do exterior, para substituir as antigas e defasadas linhas de produtos. A CBC também optou por importar alguns modelos para ganhar a compatibilidade, mas do mesmo modo, mantêm sua fabricação em massa no país.

### PCPs
São as armas com tanque de ar comprimido. PCP é a sigla para Pre-Charged Pneumatic ou, numa tradução mais livre, Pressão Pré-Carregada. São as armas de pressão mais potentes, que chegam a utilizar munição de diâmetro até .50" (1/2 polegada) e trabalhar com pressões de até 3200 psi. Os tanques dessas armas são enchidos com compressores de ar comuns ou bomba manual.
Estão reputadas entre as mais precisas e potentes armas. A precisão é devida a ausência de vibração de uma grande mola sendo liberada, e a potência é devida à grande pressão de trabalho. Atualmente todas as armas para competição de tiro olímpico são PCPs.
Como ponto negativo deste sistema de alimentação temos: a alta complexidade mecânica destas armas e a demora no reabastecimento de seus tanques de ar comprimido.
As principais fabricantes deste tipo de arma são: a chinesa BAM, a britânica Daystate, e as austríacas Weihrauch, Anschütz e Feinwerkbau.

#### CO2
São armas pré-carregadas que, diferentemente das PCPs "normais", utiliza gás CO2 comprimido ao invés de ar atmosférico comprimido. A maioria das armas desse tipo utilizam cápsula de 12g de CO2 comprimido. Algumas já utilizam uma nova forma de comercialização de CO2 comprimido: cápsulas de 88g.
São armas praticamente sem recuo, geralmente de média potência. O ponto fraco deste sistema de alimentação é a dependência dos cartuchos de CO2 (os de 12g já são bastante comuns no Brasil, mas o de 88g não). Outro ponto negativo é a variação da velocidade inicial dos chumbos conforme a variação da temperatura ambiente (produzindo disparos mais potentes com temperaturas ambientes mais altas, e vice-versa).
Existem PCPs a CO2 com cilindro fixo (como as argentinas Menaldi), podendo ser enchido em empresas de recarga de extintor de incêndio. No entanto a velocidade ainda varia com a temperatura ambiente (uma propriedade do gás CO2).
As principais fabricantes deste tipo de arma são as norte-americanas Daisy e Crosman.
Os donos deste tipo de arma devem se atentar para não recarregar um cilindro de CO2 com ar-comprimido, devido à grande diferença de pressão interna suportada pelo cilindro de CO2, podendo acarretar grave acidente.

### Springers
São as armas que geram pressão interna através de uma mola helicoidal, que é comprimida pela ação de basculação do cano ou ação de uma alavanca auxiliar nas armas de cano fixo, armazenando assim a energia que resultara no disparo. Liberada pela ação do gatilho, esta mola volta à sua conformação original, empurrando um êmbolo dentro da câmara, o que gera a pressão, transformando a energia mecânica armazenada anteriormente em energia cinética para que o projétil saia do cano.
As armas por ação de mola podem ser bastante potentes, no entanto, geralmente, quanto mais potente, mais vibração a mola principal irá transmitir ao conjunto arma/atirador, prejudicando a precisão.
Seu ponto forte certamente é a facilidade de uso. Basta bascular o cano, municiá-lo com um chumbinho, fechar e a arma está pronta para disparar. A simplicidade mecânica é grande, o que encoraja a modificação da arma, fazendo com que as armas por ação à mola sejam as mais pesadamente modificadas. Como negativo pode-se apontar: a precisão (prejudicada pela vibração da mola) e a incapacidade de atingir altíssimas potências.

#### Gas Ram
Uma das modificações mais comuns feitas em armas por ação de mola, é a substituição da mola helicoidal metálica por um pistão a gás. Este pistão se parece com um amortecedor automotivo, porém feito para alta velocidade e não amortecer impactos. Esta modificação já é amplamente divulgada no Brasil. O pioneirismo no sistema é da SMS Airguns, com várias lojas já vendendo o gas-ram (pistão a gás) com tamanho próprio para instalação nas armas mais populares do Brasil (CBC, Gamo, etc).
Como grande vantagem deste sistema tem-se a eliminação de vibrações da mola principal, mantendo-se a simplicidade mecânica das armas de ação por mola. Outra vantagem a se considerar é a durabilidade: o pistão à gás mantém sua tensão inicial por muito mais tempo do que uma mola de metal, que acaba se deformando com o uso.

## Legislação
De acordo com a Portaria n° 36-DMB, de 09 de dezembro de 1999, (norma que regula o comércio de armas e munições aprovada pelo Ministério da Defesa e Exército Brasileiro) armas de pressão por ação de mola, com calibre igual ou inferior a 6mm, não são armas de fogo.
Portanto:
- não necessitam de registro para sua aquisição, porém sua venda só é permitida a maiores de 18 anos com a devida comprovação;
- não necessitam de guia de tráfego para transporte e deslocamento;